# Julius Priester

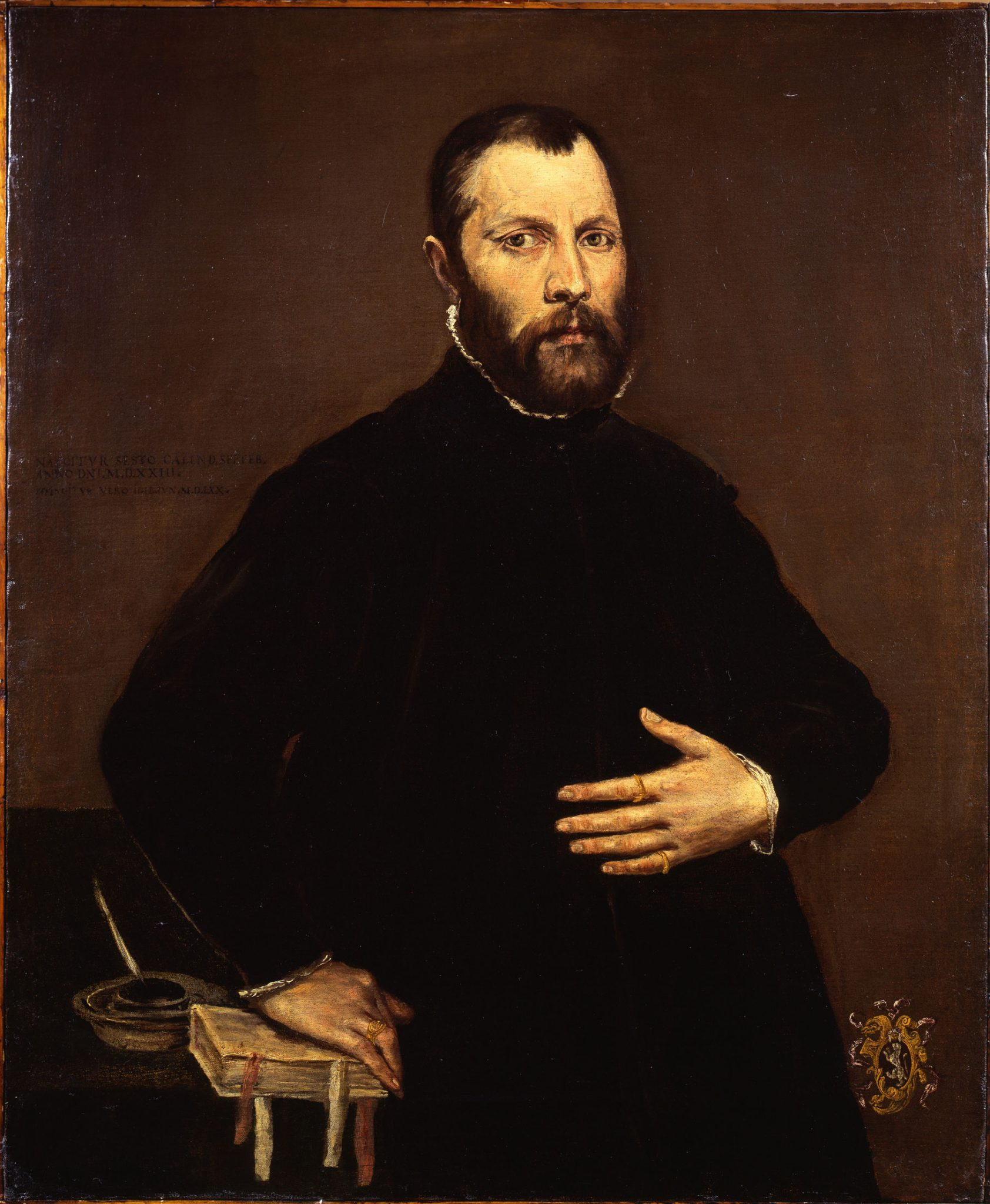
El retrato de un caballero del Greco, saqueado por los nazis de la colección de Julius Priester, fue restituido a sus herederos en 2015

Julius Priester (Wolschy, Bohemia; 4 de septiembre de 1870-Acapulco, Guerrero, México; 6 de febrero de 1955) fue un rico industrial judío y coleccionista de arte en Viena, cuyas propiedades y colecciones de arte fueron saqueadas por los nazis.

## Primeros años
Julius Priester nació el 4 de septiembre de 1870 en Wolschy, Bohemia, fue un coleccionista de arte, banquero, industrial y presidente de la Petroleumgesellschaft Galizin GmbH, también conocida como la Anglo-Galician Company. Un coleccionista de pinturas de maestros antiguos, las expuso en su oficina y en su casa de Viena en los años 20

## Colección Artística
La colección de arte de Priester incluyó El Greco, Cranach, Rubens, Van Dyke y muchos otros artistas importantes.

## Persecución nazi
Austria se unió a la Alemania nazi en el Anschluss de 1938. La Persecución de los judíos empezó inmediatamente.  Cuando Priester huyó a México, todo en su apartamento fue empacado y almacenado con Speditionsfirma Max Föhr.
El 11 de mayo de 1939, el contenido del apartamento fue valorado e inventariado bajo la supervisión de la Gestapo y la Oficina de Investigación Aduanera, en presencia de funcionarios de la Zentralstelle für Denkmalschutz (Oficina de Patrimonio de Austria) y tres tasadores de la casa de subastas Dorotheum de Viena, uno de ellos llamado Bernhard Wittke que también era un oficial de las SS y agente de la Gestapo... El 11 de febrero de 1944 la colección Priester fue retirada por la fuerza en seis camiones por la Gestapo
En febrero de 1944, las posesiones del Sr. Priester, incluyendo pinturas, fueron confiscadas por la Gestapo del depósito de Max Föhr en Viena. La organización de saqueo nazi austríaca, la VUGESTA, el "Verwertungsstelle für jüdisches Umzugsgut der Gestapo", se cree que estuvo involucrado en la toma de la colección de Priester.

## Pleitos y restituciones
Tan pronto como terminó la Segunda Guerra Mundial, en 1945, Priester comenzó a tratar de recuperar su colección de arte robada.
El proceso era extremadamente lento y difícil. El proceso fue extremadamente lento y difícil. El 20 de mayo de 1947, Max Föhr, a través del abogado del Sr. Priester, el Dr. Erich Goglia, presentó un informe ante las autoridades austriacas que incluía una lista de 51 pinturas que aún estaban en posesión de Priester el 4 de mayo de 1937.
El Sr. Priester había enviado fotografías de sus pinturas a su secretaria, la Sra. Geiringer, y a su abogado, el Sr. Hunna, después de la guerra. Junto con las fotografías, el Sr. Priester también les envió una lista de sus pinturas. Señalaron este asunto a la atención de la policía de Viena, que como resultado publicó fotografías en una circular policial fechada el 21 de mayo de 1954.
En 1953 la pintura de Rubens, Hombre con un abrigo de piel, fue encontrada por la policía de Viena en propiedad de Julius Strecker, un antiguo tasador de la Gestapo, que la había comprado al marchante de arte de Viena Josef Hofmann-Altenheim en el verano de 1951. La aduana suiza lo confiscó de la compañía naviera Weltifurrer en Zúrich.

Otras pinturas de la colección de Priester que se encuentran en la década de 1950 incluyen la Virgen de Cranach con velo y niño, entre otros.
En 2005 el Brouwer fue descubierto para la venta en la casa de subastas Hampel en Munich, y en 2006 'Retrato de un hombre' por el Maestro de Frankfurt fue identificado para la venta en Christie’s London. En 2013 el Van Orley se encuentra a la venta en Christie’s New York atribuido a Sittow
En 2004, el Museo de Bellas Artes de Virginia en Richmond restituyó el Retrato de Jean d'Albon (1539) de Corneille de Lyon a los herederos de Priester. En 2015, el retrato de un caballero del Greco fue restituido, después de que se descubriera su procedencia falsa para ocultar el saqueo nazi de Priester El nombre de Priester había sido omitido y el nombre de un coleccionista que nunca poseyó la pintura, Ritter von Schoeller, había sido insertado en la historia de la potencia de la pintura, que había, en realidad, transitado a través del tasador de la Gestapo Bernhard Wittke a la galería de Sanct Lucas, propiedad del marchante de arte Frederick Mont, Rudolf Heinemann’s Pinakos Gallery, Knoedler Galleries y una compañía de Swiss Trust antes de llegar a un distribuidor en Nueva York.
Muchas obras de la colección no han sido localizadas, incluyendo las de Rubens y Van Dyck.

## Filantropía
Según Ana Garduño, Julius Priester donó varias pinturas al Museo Nacional de San Carlos.